# Анангапіда
Анангапіда (Анангіпіда) (*гінді अनंगीपिडा д/н — 845 або 853) — самраат Кашмірської держави в 842/850—845 або 853 роках.

## Життєпис
Походив з династії Каркота. Син самраата Санграмапіди II. 842 або 850 року внаслідок поразки Утпала від свого брата Мамми повалено самраата Аджітапіду, замість якого трон посів Анангапіда.
Не мав фактичної влади, яку здобув Мамма. Через 3 роки той зазнав поразки від свого небожа Сухавармана, який поставив самраатом Утпалапіду.